# Chambre de commerce et d'industrie de la Creuse
La chambre de commerce et d'industrie de la Creuse est la CCI du département de la Creuse. Son siège est à Guéret, avenue de la République.
Elle fait partie de la chambre de commerce et d'industrie de région Nouvelle-Aquitaine.

## Missions
À ce titre, elle est un organisme chargé de représenter les intérêts des entreprises commerciales, industrielles et de service de la Creuse et de leur apporter certains services. C'est un établissement public qui gère en outre des équipements au profit de ces entreprises.
Comme toutes les CCI, elle est placée sous la tutelle du préfet du département représentant le ministère chargé de l'industrie et le ministère chargé des PME, du Commerce et de l'Artisanat.

### Service aux entreprises
- Centre de formalités des entreprises
- Assistance technique au commerce
- Assistance technique à l'industrie
- Assistance technique aux entreprises de service
- Point A (apprentissage)

### Centres de formation
- Centre de formation d'apprentis ;
- Centre d’Etudes des Langues (CEL) ;
- Centre d’Animation et de Ressources Informatiques (CARI).

## Pour approfondir